# 조영동 (화가)
조영동(1933년 6월 9일~2022년 3월 1일)은 대한민국의 화가, 교수. 예술 철학가이다.

## 생애
1933년, 충청북도 음성군에서 태어났다. 1957년 서울대학교 미술대학을 졸업하고 1983년에 이어서 동국대학교 교육대학원을 석사로 졸업한 뒤 1957년 논산의 대건고등학교에서 지내는 것을 시작했으며, 대건고등학교는 1958년까지 교수로 지냈다.
1973년에는 미국의 휴스턴 대학교 객원교수로 활동했다. 게이꼬 겔러리의 개인전 이후 당시 휴스턴의 인종차별 등에 회의를 느끼고 다시 한국으로 돌아와 미술교육에 힘쓴다. 1982년 인도트리엔날레의 그룹 대전에 참여하였고, 1984년까지 공주교육대학교의 교수로 지내다 퇴임했고 이후 성신여자대학교의 교수로 지냈다.
본인의 일생을 추상화로 그려 왔으며, 1961년 대한민국 국전 수상, 1998년에 국민훈장 동백장과 2015년엔 제19회 가톨릭미술상 특별상을 받았다.

## 참고 문헌
- 카톨릭 방송 뉴스
- 카톨릭 신문 기사
- 서울 아트가이드 소개글
- 에케호모 카톨릭 신문 기사
- 청주신문기사
- 서울신문